# 男嶌舟藏
男嶌 舟藏（おとこじま せんぞう、1878年2月18日 - 1943年12月1日）は、秋田県由利郡鳥海町（現在の由利本荘市）出身で出羽海部屋（入門時は秀ノ山部屋）に所属した大相撲力士。本名は三船 専造（みふね せんぞう）。得意手は左四つ、吊り、寄り。現役時代の体格は176cm、98kg。最高位は前頭12枚目（1908年1月場所・5月場所）。

## 来歴
元天津風雲右エ門の秀ノ山部屋に入門し、1900年5月場所初土俵。1905年5月場所新十両。十両昇進まで負け越しは1場所だけで「太刀山の再来」と評された。1908年1月場所新入幕。幕内は4場所だけと目立った活躍はなかった。その後は十両と幕下を前後しながら次第に陥落していった。1914年、師匠が死去したため出羽海運右エ門（常陸山虎吉）の出羽海部屋に移籍。出羽海部屋では出羽海、角聖常陸山、両國の3代に仕えた。吊り技を得意とした。最後は序二段（西10枚目）まで陥落してしまい（元幕内力士としては当時全く異例）、1924年1月場所に45歳で引退。初土俵から24年間、1場所も休まず（相手力士休場による休場を除く）に出場した。
1917年5月場所3日目、十両で幕下の友ノ山と対戦したとき、ひょんな弾みで廻しの前袋が外れたため、不浄負けになったことで知られている。

## 主な成績
- 関取成績：53勝73敗4休11分5預（25場所）
- 幕内成績：12勝18敗3分3預4休　勝率.400
- 幕内在位：4場所

### 場所別成績
| 1900年 （明治33年） | （前相撲）                    | 西序ノ口17枚目 –            |
| 1901年 （明治34年） | 東序二段33枚目 –              | 西三段目43枚目 –            |
| 1902年 （明治35年） | 東三段目14枚目 –              | 西幕下36枚目 –              |
| 1903年 （明治36年） | 西幕下26枚目 –                | 東幕下16枚目 –              |
| 1904年 （明治37年） | 東幕下14枚目 3–0 （対十両戦） | 西幕下筆頭 2–3 （対十両戦） |
| 1905年 （明治38年） | 東幕下4枚目 2–1 （対十両戦）  | 西十両10枚目 3–3 1預        |
| 1906年 （明治39年） | 西十両6枚目 3–3 2分           | 西十両6枚目 2–3 1分         |
| 1907年 （明治40年） | 西十両7枚目 5–2 1分           | 西十両筆頭 7–2 1預          |
| 1908年 （明治41年） | 西前頭12枚目 4–4–1 1預        | 西前頭12枚目 2–6–1 1預      |
| 1909年 （明治42年） | 東張出前頭15枚目 4–3–2 1分    | 東前頭14枚目 2–5 1預2分     |
| 1910年 （明治43年） | 東十両4枚目 2–2 1分           | 西十両8枚目 3–5             |
| 1911年 （明治44年） | 東幕下2枚目 2–1 2預           | 西十両5枚目 2–6             |
| 1912年 （明治45年） | 東十両14枚目 2–3              | 東幕下2枚目 2–2–1           |
| 1913年 （大正2年） | 東十両14枚目 2–3              | 東十両11枚目 2–3            |
| 1914年 （大正3年） | 東幕下2枚目 4–0 1預           | 西十両5枚目 0–5             |
| 1915年 （大正4年） | 東幕下2枚目 3–1 1預           | 東十両8枚目 3–1 1分         |
| 1916年 （大正5年） | 東十両3枚目 2–4               | 東十両11枚目 1–2 2分        |
| 1917年 （大正6年） | 西幕下5枚目 3–2               | 西十両15枚目 2–3            |
| 1918年 （大正7年） | 東幕下3枚目 2–3               | 東幕下11枚目 3–2            |
| 1919年 （大正8年） | 西幕下5枚目 2–3               | 西幕下17枚目 –              |
| 1920年 （大正9年） | 東幕下8枚目 1–3 1預           | 東幕下23枚目 –              |
| 1921年 （大正10年） | 西十両14枚目 0–5              | 西幕下11枚目 1–4            |
| 1922年 （大正11年） | 西幕下24枚目 –                | 東幕下41枚目 –              |
| 1923年 （大正12年） | 西三段目24枚目 –              | 東三段目46枚目 –            |
| 1924年 （大正13年） | 西序二段10枚目 引退 –         | x                           |
| 各欄の数字は、「勝ち-負け-休場」を示す。 優勝 引退 休場 十両 幕下 三賞：敢=敢闘賞、殊=殊勲賞、技=技能賞 その他：★=金星 番付階級：幕内 - 十両 - 幕下 - 三段目 - 序二段 - 序ノ口 幕内序列：横綱 - 大関 - 関脇 - 小結 - 前頭（「#数字」は各位内の序列） |                               |                             |

- 幕下以下の地位は小島貞二コレクションの番付実物画像による。幕下の勝敗数等において、暫定的に対十両戦の分のみを示している箇所あり。